# Roimund
Roimund (též Raimund) je zřícenina hradu v severozápadní části Ještědsko-kozákovského hřbetu, asi pět kilometrů jihozápadně od Chrastavy v okrese Liberec. Staveništěm hradu se stala ostrožna, která vybíhá ze severní strany hřbetu Vápenný v nadmořské výšce přibližně 565 metrů. Hrad si na konci první poloviny čtrnáctého století založil Jan z Donína. Později se jej zmocnili Vartenberkové, kteří jej využívali jako opěrný bod při svých sporech s lužickým Šestiměstím. Jako pustý je Roimund uveden již roku 1453 a jeho pozůstatky jsou chráněné jako kulturní památka České republiky.

## Název
Název hradu vznikl z francouzských slov roi a mont ve významu královská hora. Je možné, že se tak stalo na počest krále Karla IV., který se v době založení hradu oženil s Blankou z Valois a opakovaně pobýval v Žitavě. V písemných pramenech se hrad uvádí také jako Roynungen, Ronnenburg, Roymunth a Roimund.

## Historie
Stavbu hradu povolil na přelomu let 1342 a 1343 Janovi z Donína markrabě Karel na pozemcích oddělených z panství hradu Grabštejn a samotná výstavba proběhla v letech 1342–1347. Jan z Donína zemřel nejspíše roku 1363 a zanechal po sobě syny Bedřicha a Jana, kteří okolo roku 1390 roimundské panství prodali svým strýcům Jindřichovi a Vilémovi z Donína na Grabštejně. Noví majitelé se vzápětí rozdělili o majetek tak, že Roimund připadl Vilémovi. Roku 1414 hrad získal Jan z Vartenberka, manžel Markéty z Donína, která snad byla Vilémovou sestrou. Jan z Vartenberka poté podnikal loupeživé výpady proti lužickému Šestiměstí, které trvaly až do počátku husitských válek. Od roku 1424 Lužičané na hradě, podobně jako na blízkém Falkenberku, udržovali posádku padesáti mužů.

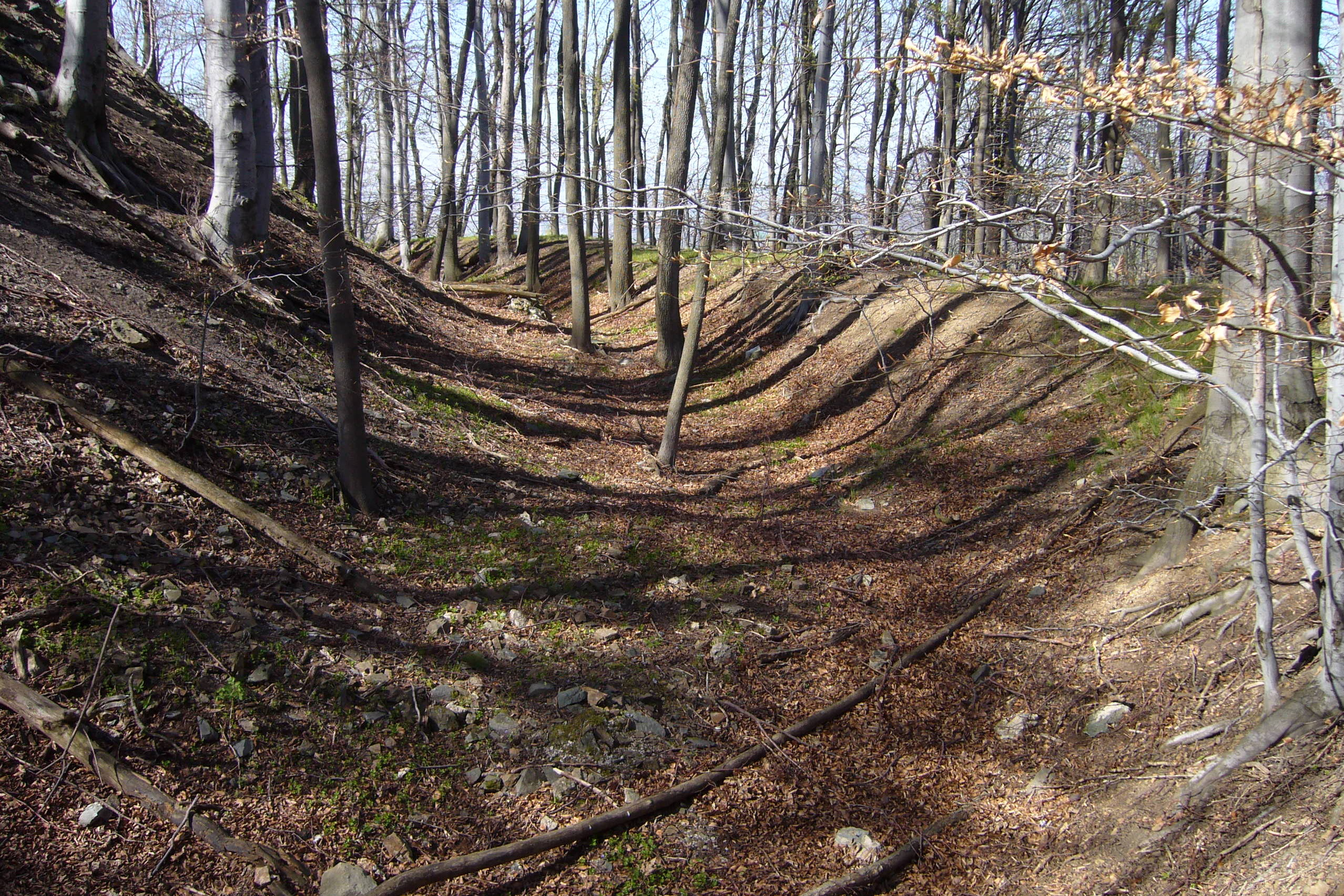
Část příkopu a valu na severovýchodní straně

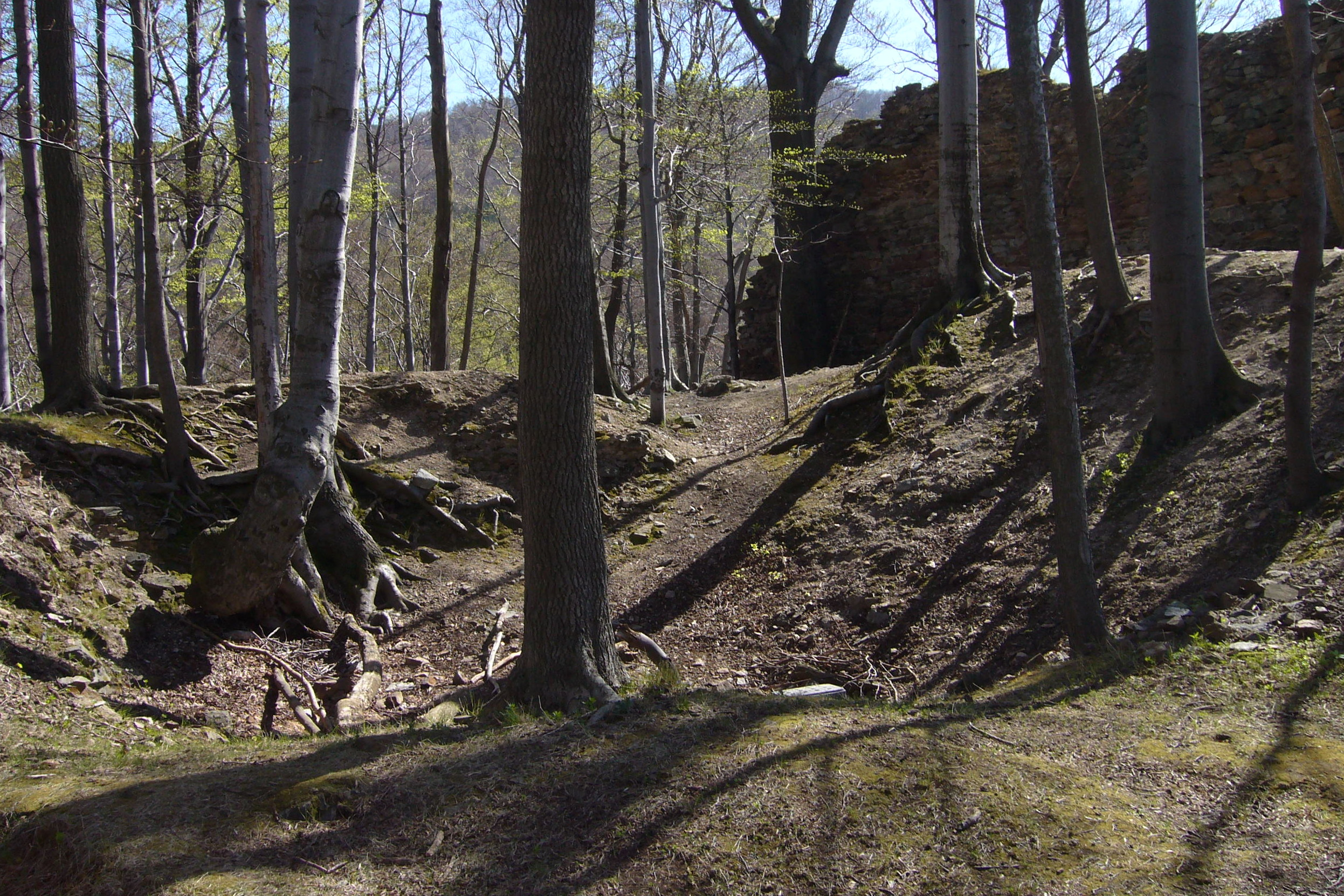
Terénní nerovnosti v místech, kde stával palác

Roku 1427 se stal, se souhlasem Jana z Vartenberka, hejtmanem hradu Hans Foltch z Torgavy, který o rok později požadoval 335 kop grošů na udržení hradu v rukou Šestiměstí. Ve stejném roce hejtman zajal příbuzného purkmistra města Zhořelce a jejich spor pomáhala řešit rada města Žitavy. Při dalších jednáních, která měla zabránit, aby Hans Foltch hrad vydal husitům, již nebyla uváděna žádná práva Jana z Vartenberka ani jeho potomků, kteří do roku 1433 vymřeli. Dědicem se tak stal Jan Hlaváč z Donína, který hrad prodal Venčovi z Donína na Grabštejně.
Kdy hrad zanikl není jasné. Je možné, že ho pobořili Lužičané ještě předtím, než jej vydali Jan Hlaváčovi z Donína. Roku 1453 byl hrad uveden jako pustý a o rok později se již uváděl pouze vrch Raimund.

## Stavební podoba
Jednodílný hrad měl oválný půdorys a svou stavební dispozicí patřil k hradům s plášťovou zdí. Staveniště chránil s výjimkou západní strany příkop a před ním ještě val. Obrana hradu spočívala na plášťové hradbě obehnané parkánem, v jehož severní části se nacházela cisterna. Palác stával v severní části hradního jádra.

## Přístup
Zřícenina hradu je volně přístupná po žlutě značené turistické trase, která spojuje modře značenou trasu z Hrádku nad Nisou k Hamrštejnu s červeně značenou trasou z Jítravy do Noviny. Asi pět set metrů jižně a jihovýchodně od hradu vede linie lehkého československého opevnění K3 Dlouhá hora II. armádního sboru.